# Frithiof Bergne
Karl Frithiof Bergne, född 20 april 1885 i Norrköpings Sankt Olai församling i Östergötlands län, död 21 juni 1971 i Skarpnäcks församling i Stockholm, var en svensk ingenjör.
Frithiof Bergne var son till byggmästaren Carl Johan Johansson och Anna Carlson. Efter avlagd mogenhetsexamen vid Norrköpings högre allmänna läroverk 1905 blev han samma år officersvolontär, var underlöjtnant vid Smålands artilleriregemente 1907 samt löjtnant i reserven 1916–1921. Han var elev vid Kungliga Tekniska högskolan KTH (M) 1907–1911 med uppehåll 1908–1909.
Han var anställd vid ritkontor och experimentsavdelningen hos Svenska AB Gasaccumulator (AGA) 1911–1912, verkade hos AB Ljungströms Ångturbin och Svenska Turbinfabrik AB Ljungström i Finspång 1912–1916 samt hos AB de Lavals Ångturbin i Stockholm 1916–1919. Han var sedan tekniskt biträde för skadereglering och maskinexpert hos olika försäkringsbolag 1919–1922. Från 1923 drev han egen agenturverksamhet och från 1928 innehade han Ingenjörsfirma Bergne & Co i Stockholm. Han författade uppsatser angående utrotande av skadedjur, speciellt inom växtodling.
Han var styrelseledamot i Svenska Cyanvätedesinfektörers förening från 1951. Han bedrev specialverksamhet inom trädgårdsbruk.
Frithiof Bergne var först gift med Aimée Godhe (1888–1983), omgift Hörberg,, dotter till resepostexpeditör Herman Gottfrid Godhe och Maria Axelina Sandberg, och från 1934 med Aida Simberg (1911–1996), dotter till handelsmannen Gutman Simberg och Chana Levin. En son i första äktenskapet, ingenjören Arne Bergne, var morfar till artisten Olle Ljungström.
Han är begravd på Skogskyrkogården i Stockholm tillsammans med en syster.